# Charte européenne du plurilinguisme
Les premières assises européennes du plurilinguisme, qui ont eu lieu en novembre 2005 à Paris ont souligné la nécessité de l'élaboration d'une charte européenne du plurilinguisme, tâche assumée par l'Observatoire européen du plurilinguisme et par ses partenaires de plusieurs pays. Après une période de consultation et de promotion dans plusieurs pays, le texte est soumis à pétition. La campagne de récolte de signature a débuté le 22 décembre 2006 à Slatina (Roumanie).
Le texte de la Charte européenne du plurilinguisme a été déposé en mai 2009 lors des deuxièmes Assises européennes du plurilinguisme auprès des diverses instances européennes et nationales.
Ce texte, produit des travaux des Assises européennes du plurilinguisme, a été traduit en 19 langues par les services de traduction du Comité économique et social européen en vue de sa mise en annexe en tant qu'ouvrage remarquable produit par la société civile à l'avis SOC/229/5 rendu le 26 octobre 2006 par ce dernier sur la "Communication de la Commission au Conseil, au Parlement européen, au Comité économique et social européen et au Comité des régions: Un nouveau cadre stratégique pour le multilinguisme" COM(2005) 596 final. 
Le texte a toujours vocation à être soumis par voie de pétition au Conseil de l'Europe et au Parlement européen en tant que projet de Charte européenne du plurilinguisme. 

## Les chapitres de la Charte
Les chapitres de la Charte sont les suivants :
- Plurilinguisme et Europe politique
- Plurilinguisme, connaissance et reconnaissance de l'autre
- Plurilinguisme et liberté
- Plurilinguisme et identités européennes
- Plurilinguisme, culture et citoyenneté
- Plurilinguisme et relations internationales
- Plurilinguisme, diversité culturelle et développement scientifique
- Pour une approche différenciée du plurilinguisme
- Plurilinguisme et efficacité économique
- Plurilinguisme et droit du travail
- Plurilinguisme et éducation
- Plurilinguisme et médias

La portée de ce texte dépasse le cadre de l'Union européenne, car il réaffirme des droits universels attachés à la diversité linguistique.